# Bethel (Missouri)
Bethel è un villaggio degli Stati Uniti d'America, situato nello Stato del Missouri, nella contea di Shelby.